# Fineilspitze
La Fineilspitze (en italien : Punta di Finale) est une montagne qui s’élève à 3 514 m d’altitude dans les Alpes de l'Ötztal, à la frontière entre l'Autriche et l'Italie.